# بليك كونتيسة
بليك كونتيسة (بالإنجليزية: Blake Countess) هو لاعب كرة قدم أمريكية أمريكي، ولد في 8 أغسطس 1993 في أوينغس ميلس في الولايات المتحدة.

## وصلات خارجية
- بليك كونتيسة على موقع مرجع كرة القدم المحترفة.كوم (الإنجليزية)